# Melapura, Tiptur
Melapura là một làng thuộc tehsil Tiptur, huyện Tumkur, bang Karnataka, Ấn Độ.